# Wojciech Brochwicz
Wojciech Raduchowski-Brochwicz (ur. 5 sierpnia 1960 w Kłodzku) – polski prawnik, urzędnik państwowy, pułkownik SG, Zastępca Komendanta Głównego Straży Granicznej. Absolwent szkoleń w zakresie zarządzania kryzysowego w USA, Wielkiej Brytanii i Francji. Od 1987 praktykuje jako prawnik; początkowo radca prawny, następnie adwokat.

## Życiorys
Absolwent I LO im. Bolesława Chrobrego w Kłodzku w 1979, ukończył następnie studia na Wydziale Prawa i Administracji Uniwersytetu Jagiellońskiego, odbył aplikację sądową i radcowską.
W 1990 współtworzył specjalną jednostkę „Grom”. Był doradcą ministra spraw wewnętrznych, prezesa Rady Ministrów, prezesa Narodowego Banku Polskiego. Pełnił funkcje dyrektora w Urzędzie Ochrony Państwa, zastępcy Komendanta Głównego Straży Granicznej oraz Wiceministra Spraw Wewnętrznych i Administracji w Radzie Ministrów Jerzego Buzka, gdzie odpowiadał za przygotowanie ustawodawstwa antyterrorystycznego.
Po 2001 był członkiem komitetu konsultacyjnego przy szefie ABW Andrzeju Barcikowskim. Prezes Rady Ministrów Marek Belka proponował mu objęcie stanowiska Szefa Agencji Wywiadu po odejściu Zbigniewa Siemiątkowskiego, ale odmówił.
Po odejściu z administracji państwowej został partnerem w firmie prawniczej R. Smoktunowicz & L. Falandysz. Obecnie prowadzi własną kancelarię prawniczą, jest stałym felietonistą w „Gazecie Finansowej”, a także jednym z założycieli Klubu Nowe Centrum.
W 2005 pośredniczył w doprowadzeniu do przesłuchania przez sejmową komisję śledczą w sprawie PKN Orlen byłej asystentki Włodzimierza Cimoszewicza Anny Jaruckiej. Ludwik Dorn powiedział wtedy, że Brochwicz jest „uosobieniem wszystkich patologii służb specjalnych”. Po powództwie Brochwicza o naruszenie dóbr osobistych, Sąd Apelacyjny w Warszawie orzekł prawomocnie, że Dorn nie musi przepraszać Wojciecha Brochwicza za te słowa. Brochwicz zasiadał we władzach spółek Ryszarda Krauzego (Bioton) i Aleksandra Gudzowatego.
Odznaczony Krzyżem Wolności i Solidarności (2015).

## Rodzina i nazwisko
Matka Krystyna Raduchowska była polonistką w Kłodzku. Ojciec, płk Raduchowski (zm. 1996), był szefem Studium Wojskowego na Uniwersytecie Jagiellońskim. Żona Urszula jest radcą prawnym. 
Poprzednio, jak cała rodzina, używał nazwiska Raduchowski; drugiego nazwiska zaczął używać w 1990, kiedy został sekretarzem komisji weryfikującej byłych esbeków. Po latach mówił najpierw, że zrobił to ze względów bezpieczeństwa, gdyż jego nazwisko przedostało się do prasy, a członkowie komisji dostawali pogróżki; później podał inną wersję: miało to służyć zakamuflowaniu prawdziwej tożsamości w Białymstoku.